# Haidau
Haidau ist ein Gemeindeteil der Gemeinde Mintraching im Landkreis Regensburg (Oberpfalz, Bayern) mit 9 Einwohnern (Hauptwohnsitz, Stand 31. Dezember 2023). Der Gemeindeteil Haidau liegt an der Pfatter westlich von Mangolding.

## Geschichte
Die im 13. Jahrhundert erbaute Niederungsburg Haidau diente bis zu ihrer Zerstörung im Dreißigjährigen Krieg als Pfleggericht. Am 1. Mai 1978 wurde das Gebiet zusammen mit der bis dahin selbständigen Gemeinde Mangolding nach Mintraching eingemeindet.

## Bauwerke
- Der Burgstall Haidau zeigt noch Reste der zerstörten Burg.